# Ultima întrebare
„Ultima întrebare” („The Last Question”) este  o povestire științifico-fantastică scrisa de Isaac Asimov și publicată pentru prima oară în noiembrie 1956 în revista Science Fiction Quarterly. A fost republicată în colecțiile de povestiri Nine Tomorrows (1959), The Best of Isaac Asimov (1973), Robot Dreams (1986), The Best Science Fiction of Isaac Asimov (1986), în retrospectiva Opus 100 (1969) și în Isaac Asimov: The Complete Stories, Vol. 1 (1990).

## Povestea
Această povestire - una dintre favoritele lui Asimov - are legături cu seria Multivac și a fost publicată pentru prima dată în numărul din noiembrie 1956 al revistei Science Fiction Quarterly și reeditată în antologia de față, The Best of Isaac Asimov (1973), Robot Dreams (1986), Opus 100 și Isaac Asimov: The Complete Stories, Vol. 1.
„Ultima întrebare a fost formulată pentru întâia oară, pe jumătate în glumă, în ziua de 21 mai 2061, într-un moment când omenirea pășea spre lumină. Întrebarea a apărut ca urmare a unui pariu pus pe cinci dolari la beție și faptele s-au petrecut după cum urmează:”—Primul paragraf din Ultima întrebareIsaac Asimov - Întrebarea finală, Ed. Teora, 1999, pag. 155
Povestirea narează dezvoltarea computerelor din rețeaua Multivac și relația lor cu omenirea prin intermediul a șase perioade istorice, începând cu anul 2061. În primele șase episoade, un personaj diferit îi pune calculatorului aceeași întrebare, menită să găsească o soluție pentru existența omenirii în fața morții termice a universului: "Cum poate fi redusă masiv entropia Universului, pentru a reveni la nivelul inițial?" Răspunsul invariabil al lui Multivac este: "DATE INSUFICIENTE PENTRU UN RĂSPUNS CORECT."
Cu toată evoluția științifică a omenirii din erele care urmează, calculatorul se dovedește incapabil să răspundă la întrebare. În ultima scenă, descendenții similari zeilor ai omenirii (care reunesc procesele mentale a trilioane de trilioane de trilioane de oameni răspândiți în univers) asistă la stingerea progresivă a stelelor, odată cu apropierea morții termice a universului. Ultimul descendent al lui Multivac, AC - care trăiește în hiperspațiu, în afara granițelor gravitației și timpului - încearcă să răspundă la întrebare chiar și după ce spațiul și timpul au încetat să mai existe. Când descoperă în cele din urmă răspunsul, nu mai există nimeni căruia să i-l spună, deoarece universul e mort; ca atare, el prezintă acest răspuns demonstrând reversul entropiei și dând naștere unui univers nou, declamând:
„Și AC spuse: "SĂ FIE LUMINĂ!" Și se făcu lumină...”—Ultimul paragraf din Ultima întrebare

## Adaptări
„Ultima întrebare” a fost adaptată în 1966 pentru Abrams Planetarium din Michigan State University, în lectura lui Leonard Nimoy și în 1969 pentru Strasenburgh Planetarium din Rochester, New York, în regia lui Ian C. McLennan. Spectacolul a putut fi vizionat și la Morrison Planetarium din San Francisco, California la începutul anilor '80. O lectură a povestirii poate fi ascultată periodic la postul de radio BBC 7 din Marea Britanie.